# Turmstumpf Mozenborn

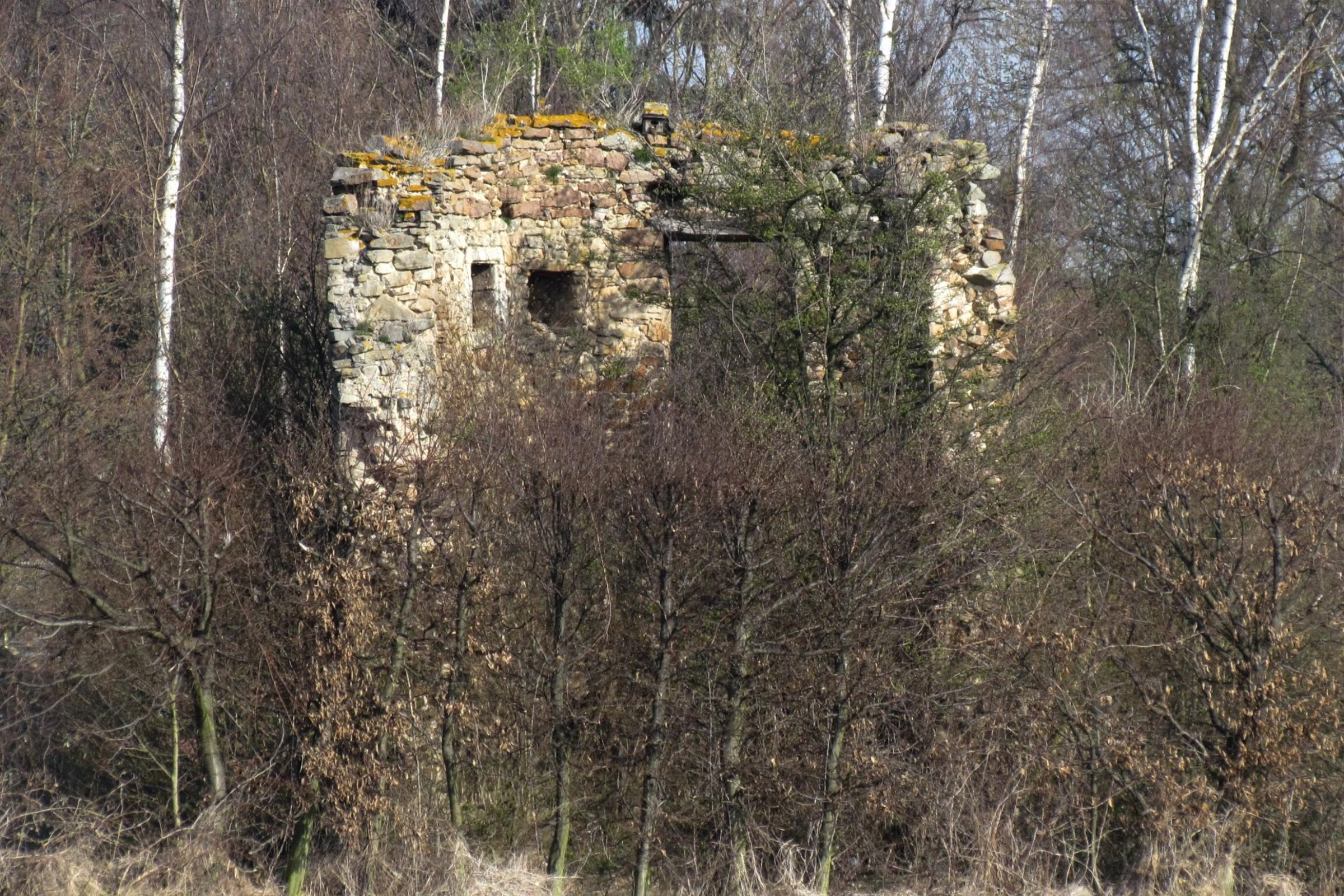

Der Turmstumpf Mozenborn steht am östlichen Ortsrand des Dürener Stadtteils Birgel im Kreis Düren in Nordrhein-Westfalen.
Die Ruine des Rundturmes steht 200 Meter südwestlich von Haus Mozenborn. Es handelt sich um die Reste des südöstlichen Eckturmes der alten Wasserburg Mozenborn. Über sie ist kaum etwas bekannt. Sie wurde im 15. oder 16. Jahrhundert erbaut. Über den Untergang der Burg gibt es keine Aufzeichnungen. Von ihr sind nur noch verlandete Gräben und der Stumpf des Rundturmes erhalten. Auf der zwischen 1836 und 1850 durchgeführten topographischen Preußischen Kartenanaufnahme (Uraufnahme) ist der heutige Turmstumpf noch als vollständig erhaltener Turm eingezeichnet.
Das Bauwerk ist unter Nr. 4/005 in die Denkmalliste der Stadt Düren eingetragen.